# بورتا نوفا
بورتا نوفا أي البوابة الجديدة هو حيّ للأعمال أُقيم حديثاً في مدينة ميلانو في إيطاليا. يشغل بورتا نوفا مساحة 34 هكتاراً وتبلغ قيمته السوقية أكثر من 2 مليار يورو.

## معرض صور

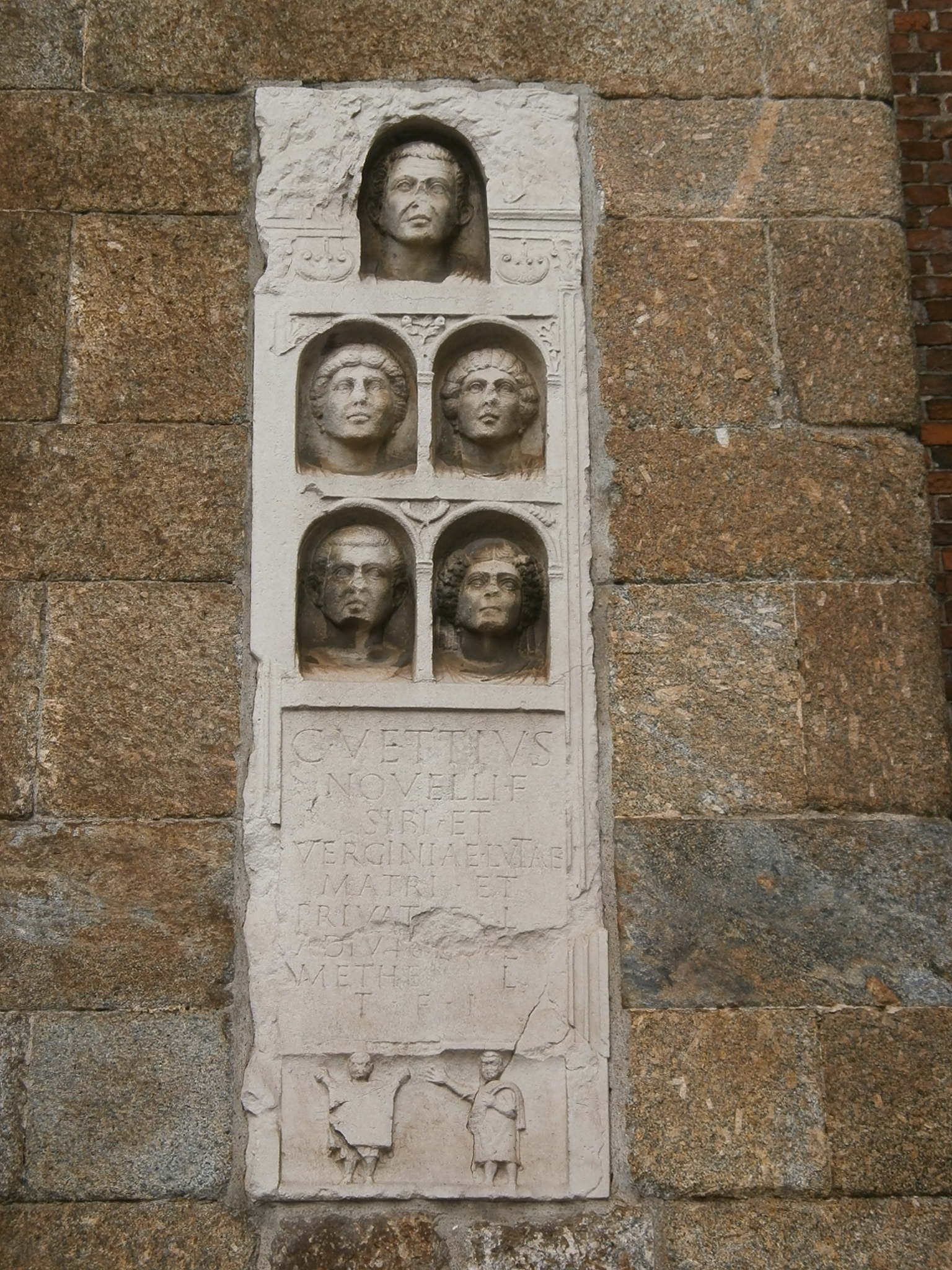
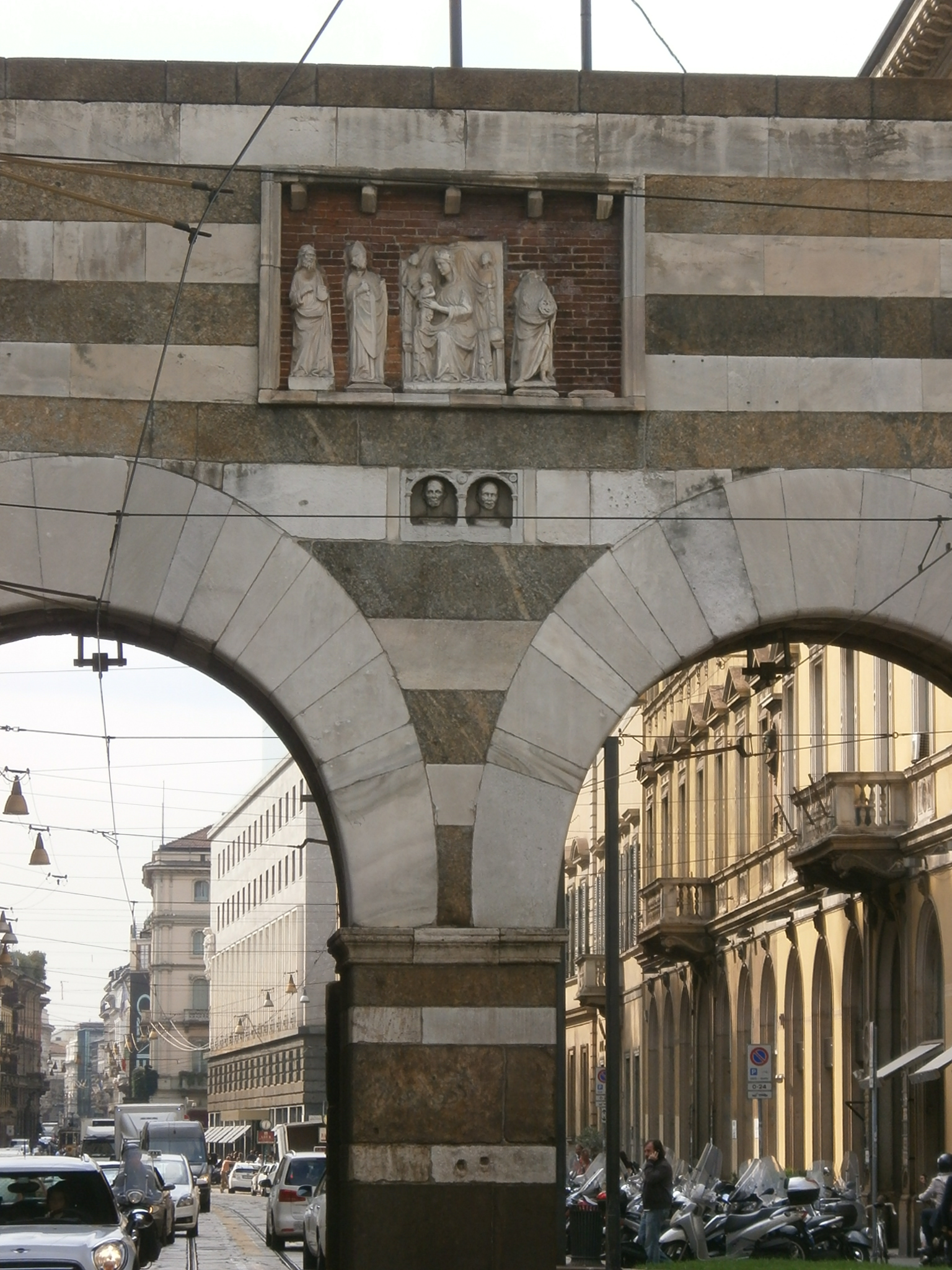
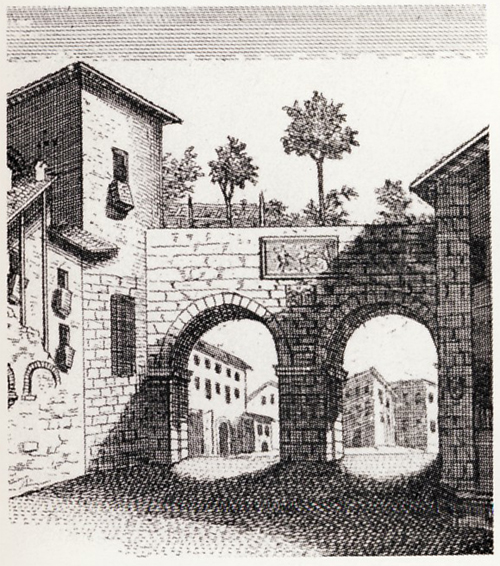